# Quimono

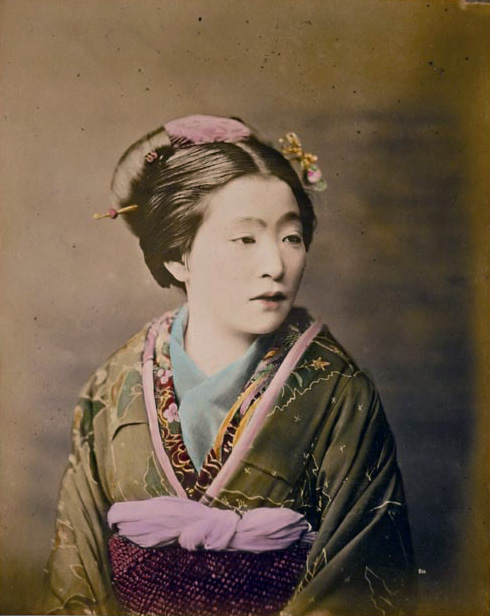
Mulher japonesa usando kimono, 1870

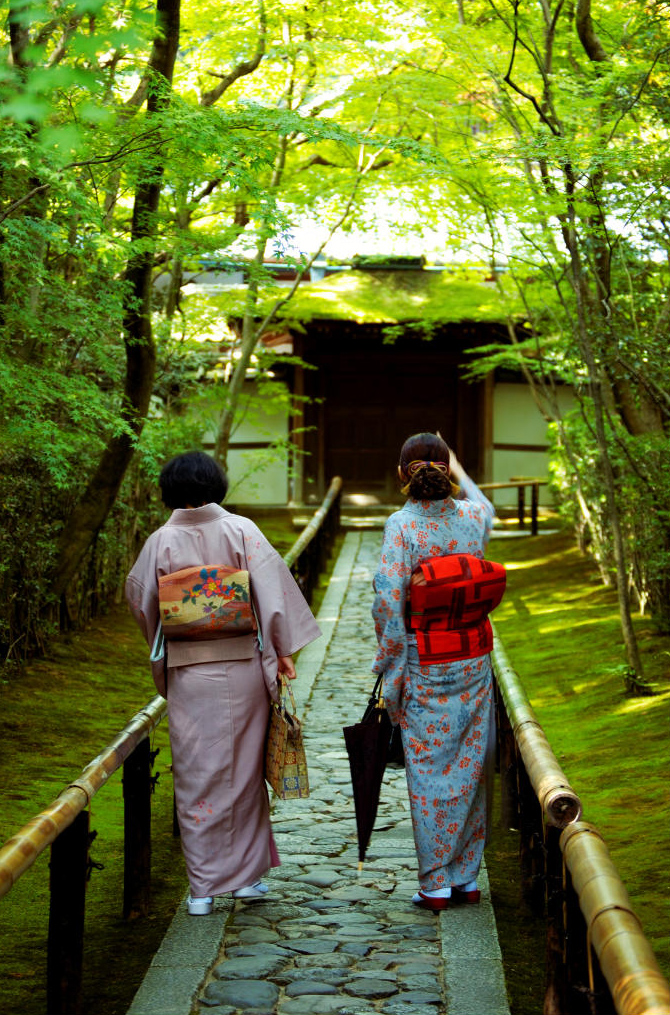
Mulheres em quimono iromuji e quimono komon em Kotoin, Japão

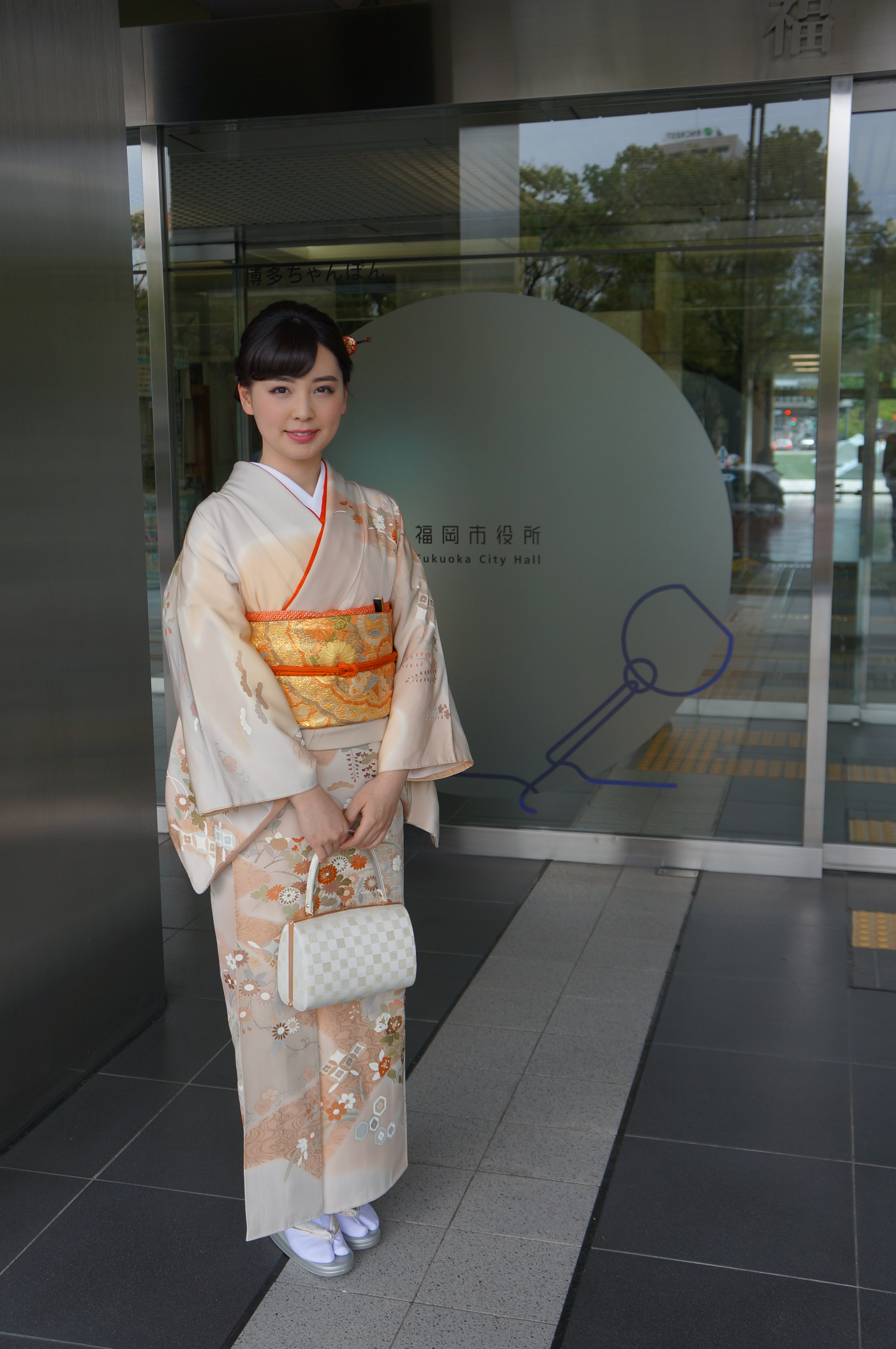

O quimono ou kimono (着物, きもの)) é uma vestimenta tradicional japonesa utilizada por mulheres, homens e crianças. A palavra "kimono", que no seu sentido literal, traduzido diretamente do japonês, significa "coisa para vestir" (ki = "vestir" e mono = "coisa") é utilizada para denotar o nome destes longos roupões.
Kimonos têm diferentes estilos e acessórios.

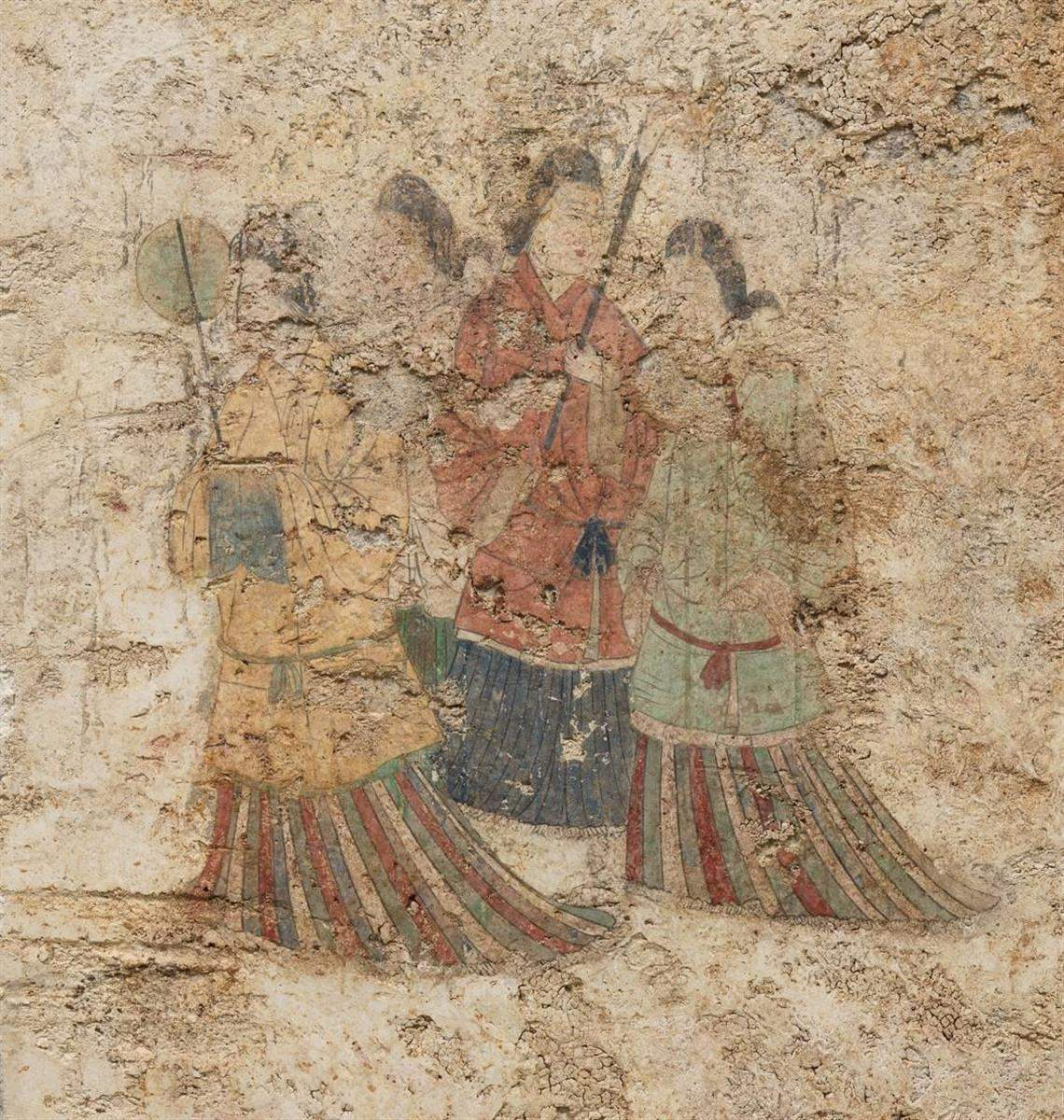
Vestido feminino sob Goguryeo influência

O quimono tem um método de construção definido e são tipicamente feitos de um longo e estreito tecido conhecido como tanmono, embora tecidos de estilo ocidental também sejam usados às vezes. Existem diferentes tipos de quimono para homens, mulheres e crianças, variando com base na ocasião, na estação, na idade do usuário e – menos comumente nos dias atuais – o estado civil do usuário. Apesar da reputação do quimono como uma roupa formal e difícil de usar, existem tipos de quimono adequados para ocasiões formais e informais. A maneira como uma pessoa usa seu quimono é conhecida como kitsuke (着付け, lit.  "dressing").
Embora tenha sido anteriormente a roupa japonesa mais comum, o quimono nos dias atuais caiu fora de moda e raramente é usado como vestido cotidiano. Quimonos são agora mais vistos em festivais de verão, onde as pessoas frequentemente usam o yukata, o tipo mais informal de quimono; no entanto, tipos mais formais de quimono também são usados em funerais, casamentos, formaturas e outros eventos formais. Outras pessoas que comumente usam quimono incluem a gueixa e maiko, que são obrigados a usá-lo como parte de sua profissão, e rikishi, ou lutadores de sumô, que devem usar quimono em todos os momentos em público.
Apesar do baixo número de pessoas que usam quimono regularmente e da reputação da peça como um artigo complicado de vestuário, o quimono passou por uma série de reavivamentos em décadas anteriores, e ainda é usado hoje como roupa da moda dentro do Japão.

## História

### Período Yamato (300–710 CE)

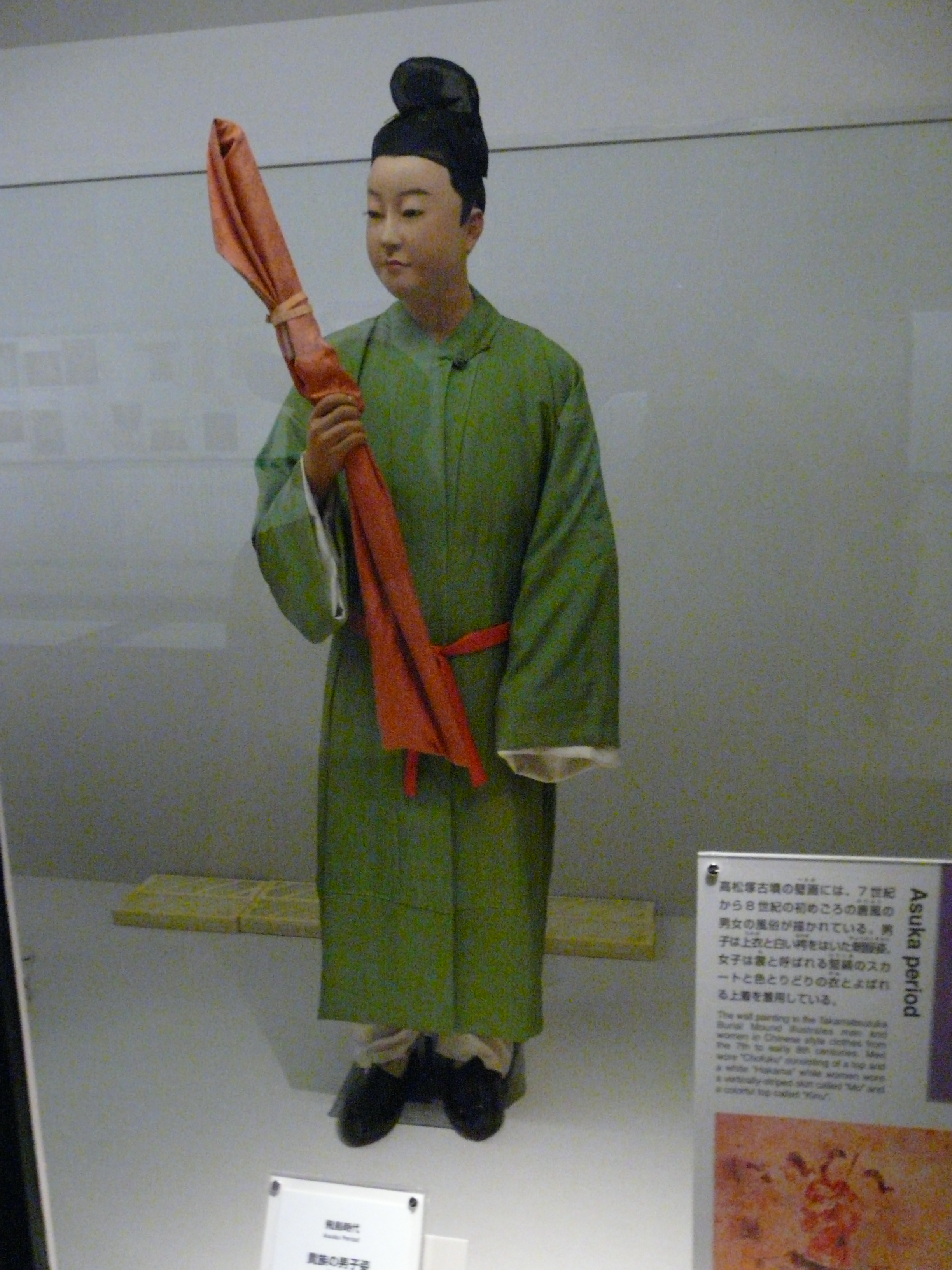
Asuka (final Período Yamato) vestido, século VII

As primeiras instâncias de roupas semelhantes a quimonos no Japão foram tradiste chinesa introduzidas no Japão através de enviados chineses no período Kofun (300-538 CE; a primeira parte do período Yamato), com a imigração entre os dois países e missões para a corte da dinastia Tangy levando a estilos chineses de vestimenta,  aparência e cultura tornando-se extremamente popular na sociedade judicial japonesa. A corte imperial japonesa rapidamente adotou estilos chineses de vestido e roupas, com evidência das amostras mais antigas de shibori tecido tingido de gravata armazenado no Templo shōsōin sendo de origem chinesa, devido às limitações da capacidade do Japão de produzir os tecidos na época. Já no século IV d.C., imagens de sacerdotisas-rainhas e chefes tribais no Japão mostravam figuras vestindo roupas semelhantes à da China[dinastia Han].

## Acessórios e vestuários relacionados
- Nagajuban (長襦袢)
- Hadajuban (肌襦袢)
- Susoyoke (裾除け)
- Geta (下駄): sandálias de madeira
- Hakama (袴)
- Haori (羽織)
- Haori-himo (羽織紐)
- Jūnihitoe (十二単)
- Hiyoku (ひよく)

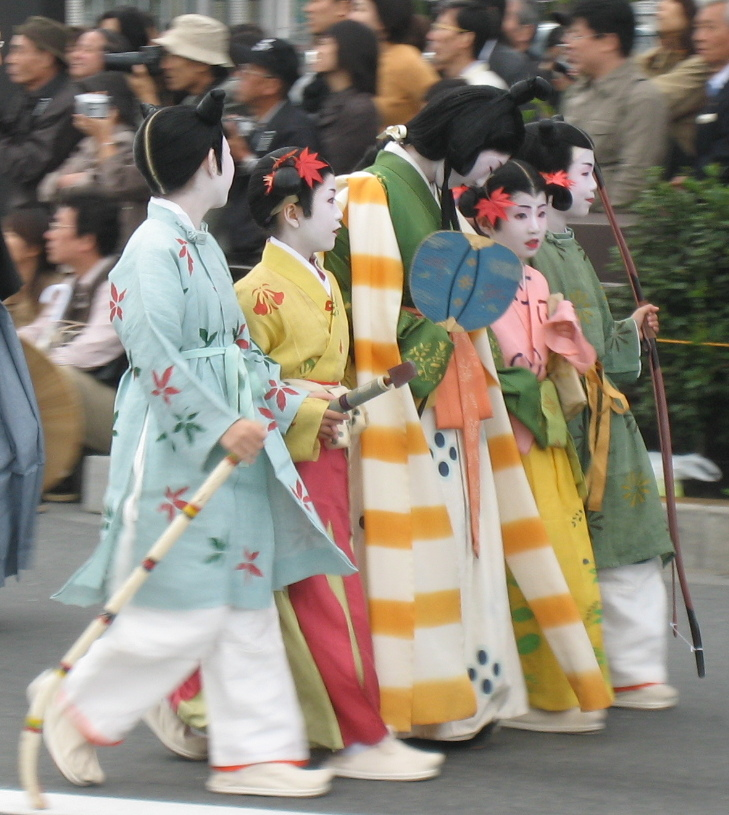
Nara-period vestido, reconstrução do final do século VIII, 2005

- Kanzashi (簪): ornamentações para o uso no cabelo
- Obi (帯): cinto japonês usado em volta do quimono ou yukata. São usados diferentemente dependendo da ocasião e são mais sofisticados quando usados por mulheres. Enquanto numa gueixa o obi é atado atrás, nas costas, numa prostituta é atado à frente, sendo que a sua posição varia conforme o estado social da mulher que o usa.
- Obi-ita (帯板)
- Datejime (伊達締め)
- Koshi himo (腰紐)
- Tabi (足袋)
- Waraji (草鞋): sandálias de palha ou fibras naturais. Usadas principalmente por monges.
- Yukata (浴衣): quimono informal e sem forro usado no verão, geralmente feito de algodão ou linho. Muito usados nos festivais (matsuri) de verão tanto por homens e mulheres. Também são usados em onsen (resorts de águas termais).

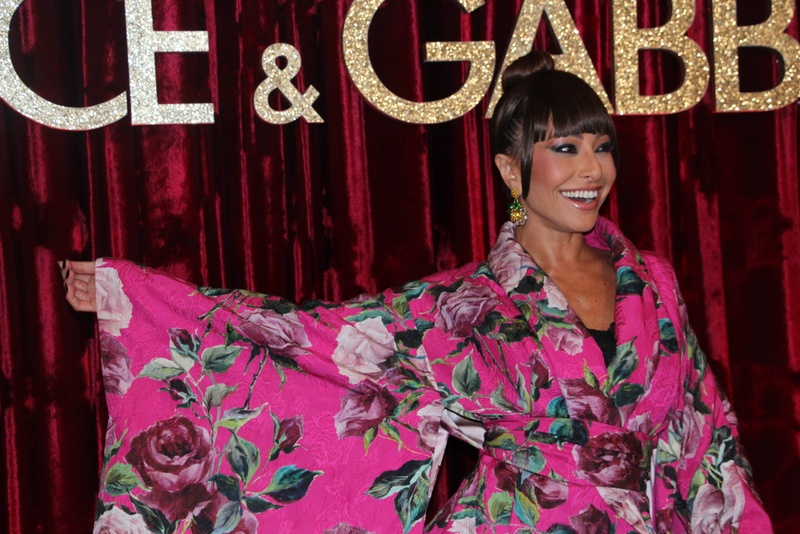
Sabrina Sato vestindo um kimono rosa e florido em evento da Dolce & Gabbana em 2016.

- Zori (草履)

## Quimonos na moda do século XX e XXI
Em meados de 1903, o estilista francês Paul Poiret fez seu nome quando criou uma versão de casaco quimono curto. Um modelo controverso para moda da época, mas que se popularizou pela Europa.
Atualmente, outros estilistas criaram novas variações inspirados nos recortes do quimono tradicional. Como é o caso do vestido quimono, que teve uma versão produzida pela estilista brasileira de Salvador, Nívia Freitas. O vestido quimono se firmou como tendência de moda de 2016.